# یان گریگوژ
یان گریگوژ (انگلیسی: Ján Greguš؛ زادهٔ ۲۹ ژانویهٔ ۱۹۹۱) بازیکن فوتبال اهل اسلواکی است.
از باشگاه‌هایی که در آن بازی کرده‌است می‌توان به باشگاه فوتبال باومیت یابلونتس، باشگاه فوتبال کپنهاگن، باشگاه فوتبال مینه‌سوتا یونایتد، باشگاه فوتبال بانیک استراوا، و باشگاه فوتبال بولتون واندررز اشاره کرد.
وی همچنین در تیم‌های ملی فوتبال زیر ۲۱ سال اسلواکی، و اسلواکی بازی کرده‌است.